# معظم بيك
معظم بيك (ولد عام 1968 في سباركيل ببرمنغهام) هو مواطن بريطاني باكستاني اُعتقل خارج نطاق القضاء من قبل الحكومة الأمريكية في قاعدة باغرام وفي معتقل غوانتانامو في كوبا، لمدة ثلاث سنوات. اعتقلته الاستخبارات الباكستانية في منزله في باكستان في فبراير 2002، وتم نقله إلى عهدة الولايات المتحدة إلى مركز الاعتقال في قاعدة باغرام بأفغانستان، ثم نُقل إلى غوانتانامو، وظل محتجزا حتى يناير 2005.
تم اتهامه بدعم تنظيم القاعدة من حيث تسهيل التجنيد وتوفير المال لمعسكرات التدريب لمحاربة الولايات المتحدة بعد الغزو الأمريكي لأفغانستان. اعترف بيك أنه تدرب في معسكرات القاعدة في أفغانستان وأنه أعطى المال للمقاتلين في البوسنة والشيشان.
قال بيك أنه كان يساء معاملته من قبل الحراس في باغرام، وقال أنه رأي اثنين من المعتقلين يتعرضون للضرب حتى الموت، ولكن الجيش الأمريكي ذلك حينها. في وقت لاحق في عام 2005 أقرت التقارير العسكرية بذلك.
بعد «فترة طويلة من الغضب العام» في المملكة المتحدة على احتجاز مواطنين بريطانيين، تدخلت الحكومة البريطانية في 2004 وطلبت من جورج دبليو بوش إطلاق سراح بيك، وتم إطلاق سراحه في 25 يناير 2005 على الرغم من اعتراضات البنتاغون والمخابرات. وقام عدد من المعتقلين البريطانيين بما فيهم بيك في وقت لاحق برفع دعوى قضائية ضد الحكومة البريطانية بتهمة التواطؤ في الإيذاء والتعذيب أثناء وجودهم في معتقلات الولايات المتحدة. وفي نوفمبر 2010 أعلنت الحكومة البريطانية التسوية المالية مع 16 معتقل سابق، بما فيهم بيك.
بعد إطلاق سراحه ظهر بيك في العديد من وسائل الإعلام، وتحدث عن تجربة اعتقاله وما لاقاه من انتهاكات. كمت شارك في تأليف كتاب وكتابة مقالات في الصحف والمجلات.
في عام 2014 ألقت الشرطة البريطانية القبض على بيك بتهمة دعم أنشطة مسلحة في الحرب الأهلية السورية. ثم أُطلق سراحه وتم نفي التهم.